# Novomîkolaiivka, Mîhailivka
Novomîkolaiivka (în ucraineană Новомиколаївка) este un sat în comuna Mareanivka din raionul Mîhailivka, regiunea Zaporijjea, Ucraina.

## Demografie
Componența lingvistică a localității Novomîkolaiivka
     Ucraineană (86,52%)
     Rusă (13,48%)
Conform recensământului din 2001, majoritatea populației localității Novomîkolaiivka era vorbitoare de ucraineană (86,52%), existând în minoritate și vorbitori de rusă (13,48%).